# Siri Hultén
Siri Hultén, född 5 maj 1982 i Högalids församling, är en svensk översättare, förläggare och redaktör. Hon översätter främst från spanska till svenska och har bland annat översatt Nada av Carmen Laforet. Siri Hultén driver förlaget Komet som hon startade 2016 tillsammans med sin sambo Kristian Holmgren. Hon sitter även i styrelsen för Översättarcentrum.

## Översättningar i urval
- Nada av Carmen Laforet, 2017
- Irenes självbiografi och andra noveller av Silvina Ocampo, 2019
- Hon som äter jord av Dolores Reyes, 2021
- Samma hav som alla andra somrar av Esther Tusquets, 2021